# Calendario geologico
Il calendario geologico è una nota comparazione temporale tra la vita sulla terra ed un anno solare, più volte utilizzata a livello didattico. Un'idea ripresa da Piero e Alberto Angela, che nel 1992 raccontarono in un libro la vita sulla terra. Il calendario è formato da un unico anno terrestre, ma in questo arco temporale viene compressa la vita della Terra (circa 4,5 miliardi di anni).
Ne consegue un'affascinante dimostrazione di quanto infinitesimale sia il tempo per come lo concepiamo noi oggi, basti pensare che soltanto negli ultimi 4 secondi di questo ipotetico anno della Terra (e cioè gli ultimi cinque secoli della nostra storia), l'uomo ha sviluppato il 99% della tecnologia che oggi noi sfruttiamo. Usando, infatti, questa scala temporale, ogni secondo del calendario corrisponde a circa 144 anni terrestri (cioè un uomo vive mezzo secondo paragonando ad un anno l'età della Terra) e ogni giorno di questo calendario corrisponde a 12.328.767 anni reali.

## Anno geologico
| Data        | Ora      | Evento                                                      | Anni fa (al 2000) | Calendario Giuliano |
| 1º gennaio  |          | Formazione della Terra                                      | 4.550.000.000     | -                   |
| 28 marzo    | -        | I Fossili più antichi                                       | 3.500.000.000     | -                   |
| 23 giugno   |          | Si forma lo Schermo di Ozono                                | 2.400.000.000     | -                   |
| 9 luglio    | -        | Si forma l'Ossigeno nell'Atmosfera                          | 2.200.000.000     | -                   |
| 18 agosto   | -        | Prima Atmosfera "respirabile"                               | 1.700.000.000     | -                   |
| 1º novembre | -        | Inizio della deriva dei continenti                          | 750.000.000       | -                   |
| 15 novembre | -        | Primo scheletro fossile (prime forme di vita)               | 540.000.000       | -                   |
| 29 novembre | -        | Prime Piante e Animali                                      | 400.000.000       | -                   |
| 13 dicembre | -        | Comparsa dei Dinosauri                                      | 230.000.000       | -                   |
| 26 dicembre | -        | Comparsa dei primi Mammiferi                                | 66.500.000        | -                   |
| 27 dicembre | -        | Estinzione dei Dinosauri                                    | 65.000.000        | -                   |
| 28 dicembre | -        | Compaiono le Catarrina, antenate delle scimmie antropomorfe | 33.000.000        | -                   |
| 31 dicembre |          | Comparsa del primo ominide: Lucy                            | 3.800.000         | -                   |
| 31 dicembre |          | Comparsa della nostra specie: l'Homo sapiens                | 35.000            | -                   |
| 31 dicembre |          | Inizio dell'ultima Era glaciale                             | 20.000            | -                   |
| 31 dicembre |          | È il 10.500 a.C., la fine dell'ultima era glaciale.         |                   | -                   |
| 31 dicembre | 23.59.18 | Data di riferimento per il giorno giuliano.                 | 6.713             | 4713 a.C.           |
| 31 dicembre | 23.59.26 | Inizio della Civilizzazione (e 1ª Dinastia dei Faraoni)     | 4.975             | 2975 a.C.           |